# ماريسا راميريز
ماريسا ماغواير راميريز (ولدت في 15 سبتمبر 1977)، هي ممثلة أمريكية من أصل مكسيكي، اشتهرت نتيجة عملها في المسلسلات التلفزيونية، ودورها في المسلسل البوليسي الأمريكي Blue Bloods (الدماء الزرقاء).

## الحياة الشخصية
تزوجت من ناثان لافيزولي في عام 2002 وتطلقت منه في عام 2011، في 29 مايو 2016 أنجبت طفلتها فيوليت.

## روابط خارجية
- ماريسا راميريز على موقع IMDb (الإنجليزية)
- ماريسا راميريز على موقع روتن توميتوز (الإنجليزية)
- ماريسا راميريز على موقع ألو سيني (الفرنسية)
- ماريسا راميريز على موقع أول موفي (الإنجليزية)
- ماريسا راميريز على موقع قاعدة بيانات الفيلم (الإنجليزية)